# Окчо
Окчо́ (кор. 옥저?, 沃沮?), Воцзюй (кит. 沃沮, пиньинь wòjǔ, палл. воцзюй) — небольшой племенной союз на севере Корейского полуострова, существовавший со II века до н. э. по V век н. э.
Существует разделение Окчо на Тонокчо (восточное Окчо), находившееся в районе современной провинции Хамгёндо в Северной Корее, и Пукокчо (северное Окчо) располагавшееся в районе реки Туманган. Пукокчо имело также названия Чхигуру (кор. 치구루?, 置溝婁?) или Куру (кор. 구루?, 溝婁?), последнее имя иногда также применяют к Когурё. На юге Окчо граничило с другим небольшим племенным союзом — Тонъе.

## История

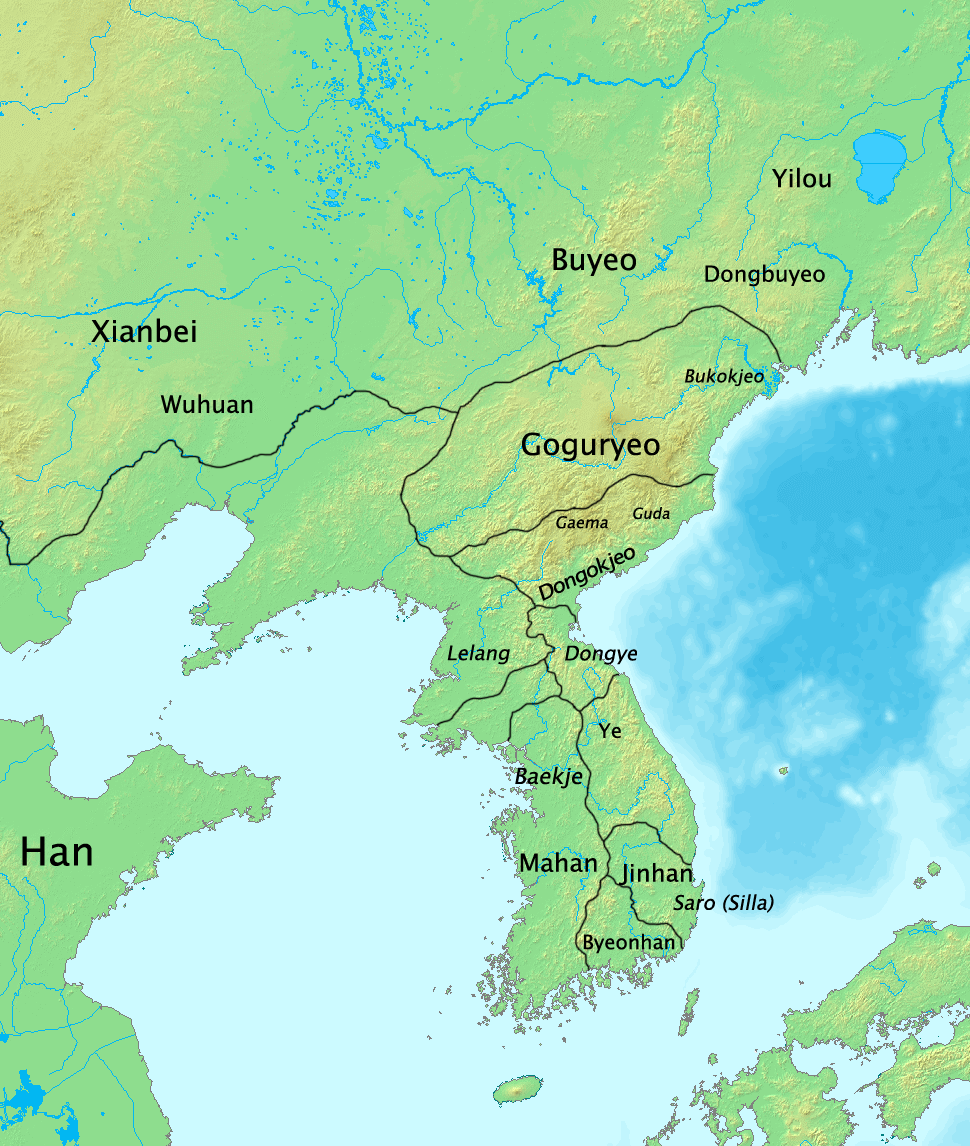
Корея в начале н. э. Обозначено Южное Окчо «Donkojeo» и Северное Окчо «Bukojeo»

До падения Кочосона Окчо было его данником, после чего перешло под контроль китайской империи Хань. Из-за постоянного военного давления со стороны соседей Окчо никогда не суждено было развиться в централизованно управляемое сильное государство.
В первом или втором веке нашей эры ван Тэджо сделал правителей Окчо своими вассалами, заставив их платить дань Когурё. Во время войны с китайским царством Вэй 244 года когурёский ван Тончхон ненадолго отступил в Пукокчо, а в 285 здесь от атак северных племён также спасался двор государства Пуё.
В начале V века Окчо было окончательно завоёвано ваном Квангэтхо.

## Язык и культура
О культуре Окчо известно немного. Как и в Тонъе, культура, одежда, язык, архитектура и обычаи Окчо, мало отличались от Когурё.

## Восточное Окчо

### История
При завоевании Кореи императором Хань У-ди в 108 году до н. э., Восточное Окчо было присоединено к округу Сюаньту. Начались набеги народа Имо. Император перевёл управление провинцией на северо-запад, а Тонокчо превратил в уезд (縣) и подчинил дунбу дувэйю Лэлана. В царствование Гуан У-ди (25-57 год) должность дунбу дувэя Лэлан упразднили, а вождя племени окчо назначили воцзюйским хоу (沃沮侯).
По мере ослабления Китая, Когурё подчинило себе Окчо. Когурёсы назначили управляющего из Окчо и послали к нему пристава (使者). Когурёсцы брали дань соболями, тканями, рыбой, солью, иными морепродуктами. Красивых девушек забирали в служанки и наложницы.

### Расположение
Восточное Окчо или Тонокчо, а по китайски Дун Воцзюй, граничило с Когурё на западе по горам Гайма (蓋馬), на юге с Вэймо, на востоке упирается в океан, на севере граничит с Пуё и Илоу. Земли Восточного Окчо вытянуты более с севера на юг, а с востока и запада сжаты, в окружности занимают 1000 ли, около 415,8 км.

### Хозяйство
Земли плодородные, возделываются участки земли между горами и морем. Выращивают 5 видов злаков (обычно: рис, просо, ячмень, пшеница, бобы). Земледелие развито, по китайским стандартам.

### Власть
Каждое селение имеет главу.

### Население
По характеру прямодушны, сильны, здоровы телом. В обычаях схожи с населением Когурё. Для покойников делают гробы длиной свыше 27 метров (10 с лишним чжанов). Умершего сначала хоронят в землю, когда вся плоть разложится, его откапывают и кладут в гроб через дыру в его конце. Такой гроб рассчитан на весь род. Вместе с покойником кладут в гроб его деревянную статуэтку.

### Война
Пехота искусна в обращении с копьём.

## Пукокчо или Северное Окчо
Также назвалось по китайски Чжигулоу (置溝婁), или Вэй Воцзюй. Находится в 800 ли (ок 332,64 км) от Южного Окчо. Обычаи одинаковы с остальными окчо. На юге (так в Хоу Ханьшу, возможно описка вместо «на севере») граничат с Илоу, илоу на лодках устраивают пиратские набеги на окчо. Окчосцы страдают от набегов и летом живут в пещерах, а зимой в домах, поскольку зимой илоу не могут ходить в набеги.

### Легенды
От стариков Северного Окчо китайцы записали, что однажды они нашли в море плавающую одежду, наподобие китайской, с рукавами длиной в 8,3 метра каждый. Видели кораблекрушение и спасшегося человека со вторым лицом на макушке, который сидел на скале, окочсцы пытались говорить с ним, но язык его был непонятен, потом он умер с голоду. Говорят, что в океане есть остров, где страна женщин, а мужчин нет. Там волшебный колодец, кто в него посмотрит, вскоре обретёт мужское потомство.